# 王瑞霞 (歌手)
王瑞霞（英文名：Anna Wang，1968年9月26日—），台灣女歌手。

## 生平
高中畢業後就隻身到台北尋求發展，原本是要到上華唱片試唱，但一唱完反而被名冠唱片的老闆許安進相中，因此進入台語歌壇。跟男友愛情長跑16年，終於在2006年4月9日步上紅毯，並於2007年1月30日選擇剖腹產，在台北醫學大學附設醫院順利產下女兒。

## 音樂作品

### 專輯
- 1990 阿霞相思夢 (陳一郎)
- 1990 愛的十字架
- 1990 絕情雨(1991)
- 1991 六月風颱七月水災
- 1992 用心等待你
- 1992 五個女唱將①小姐請你給我愛 (vs羅時豐)
- 1993 期待
- 1993 五個女唱將②再聲緣 (vs羅時豐)
- 1995 多情多怨嘆
- 1995 五個女唱將③夢中情 (vs羅時豐)
- 1996 是我太軟心
- 1997 補破夢
- 2001 舊情人
- 2003 變心
- 2003 成名金選
- 2006 褪色的感情
- 2007 堅心愛到底
- 2007 愛情護法①為愛潦落去 (vs辦桌阿傑)
- 2008 多謝！你的愛
- 2008 山盟海誓什路用
- 2009 思念到天光
- 2010 苦海
- 2011 相思斷涯
- 2012 大膽小心
- 2012 情字
- 2013 千年的思念
- 2019 霞姐直播中
- 2025 野生花

## 演唱會

### 《姬情台三线》演唱会
| 地點                 | 日期                    | 備註   |
| -------------------- | ----------------------- | ------ |
| 臺灣三創數位生活園區 | 2017年11月19日(日)18:30 | 台三線 |

## 獎項紀錄
| 年份 | 獎項         | 類別                   | 提名           | 結果 |
| ---- | ------------ | ---------------------- | -------------- | ---- |
| 1991 | 第3屆金曲獎  | 最佳方言歌曲女演唱人獎 | 《絕情雨》     | 提名 |
| 1998 | 第9屆金曲獎  | 最佳方言女演唱人獎     | 《補破夢》     | 提名 |
| 2020 | 第31屆金曲獎 | 最佳台語女歌手獎       | 《霞姐直播中》 | 提名 |

## 電視劇
- 1991年 台視《菜鳥與鳳凰》
- 1999年 台視《雨中鳥》
- 2000年 公視《輾轉紅蓮》張金鳳
- 2000年 中視《男人怎麼都哭了》
- 2001年 東森《寶斗里長》
- 2002年 大愛《願》

## 外部連結
- 王瑞霞的Facebook專頁
- 森之親-霞系列(王瑞霞Anna的商店) （页面存档备份，存于）